# 浮点运算器

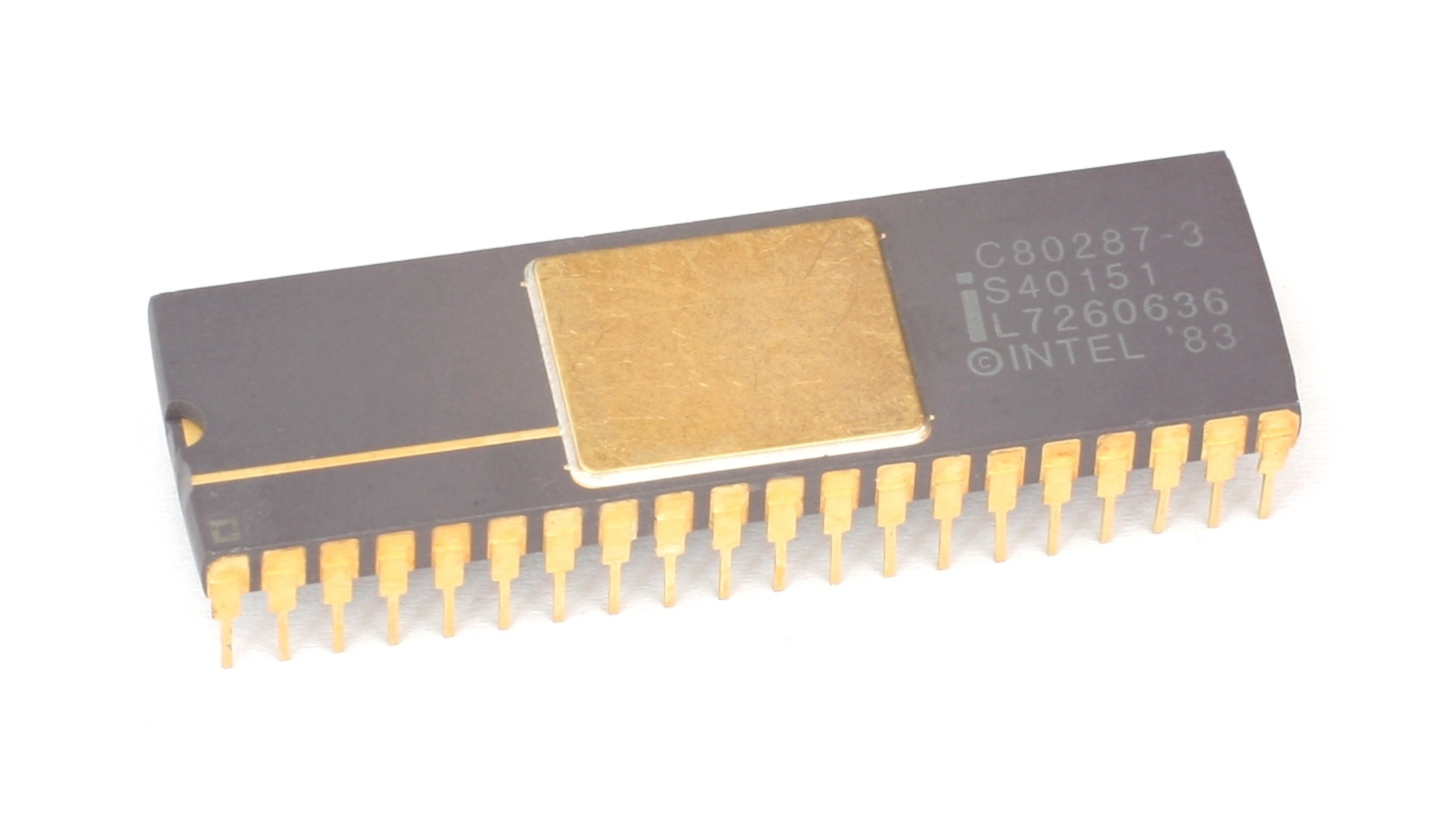
Intel 80287浮點處理器

浮点运算器（floating point unit，縮寫FPU）是執行浮点运算的结构。一般是用电路来实现，应用在计算机芯片中。是整数运算器之后的一大发展，因为在浮点运算器发明之前，计算机中的浮点运算是都是用整数运算来模拟的，效率十分不良。浮點運算器一定會有誤差，但科學及工程計算仍大量的依靠浮點運算器——只是在程式設計時就必需考慮精確度問題。

## FPU與其他功能的整合
在一些現代的電腦架构中，中央處理器內建的FPU裡，浮點運算功能會與SIMD（单指令流多数据流）计算整合在一起。一個主要的例子就是在Intel與AMD新的x86與x64处理器裡，SSE指令集取代x87指令集。

## 外接式FPU
- Weitek
  - 3170
- Intel
  - 8087
  - 80287
  - 80387，80387DX (i387DX)
  - 80487SX（i487SX，配合80486SX使用，實際上487SX則是一顆完整的486DX，插上後會完全取代486SX的工作）
  - 80486DX等級以上的CPU均內建FPU
- Motorola
  - 68881
  - 68882
  - 68040等級以上的CPU均內建FPU（68LC040及68EC040為了節省成本則無FPU）